# De Kerckhaen

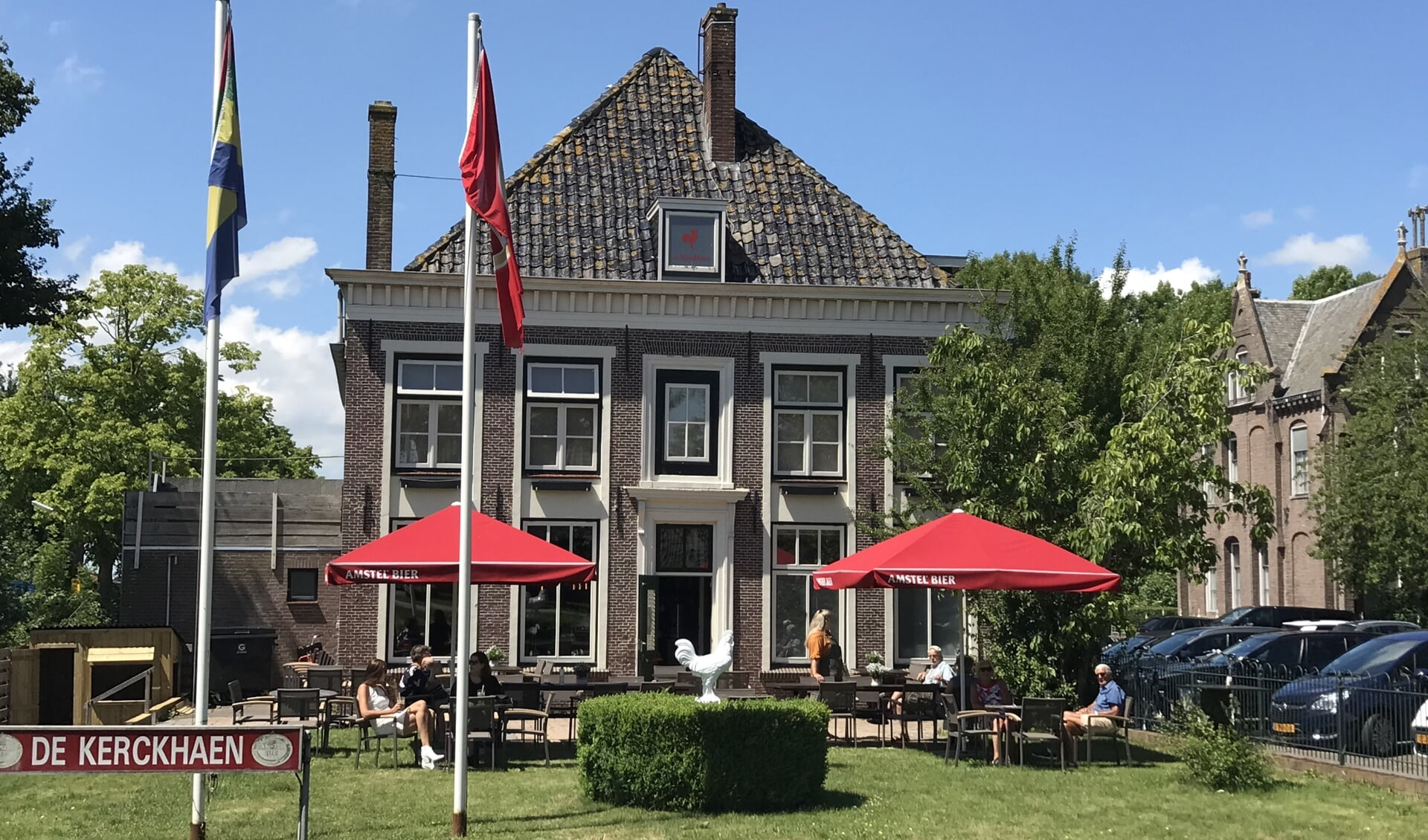
De Kerckhaen in Westbeemster

De Kerckhaen is een voormalige schuilkerk gelegen aan de Jisperweg en het Kerkplein in Westbeemster.

## Geschiedenis
In 1752 werd de stal gelegen achter de pastorie verbouwd tot schuilkerk. Het was oorspronkelijk onderdeel van een door architect Y. Bijvoets ontworpen gebouw, onderdeel van de kerk.In 1881 werd het gebouw gebruikt als herberg en verenigingsgebouw. In 1928 werd het een café. De naam Kerckhaen stamt uit 1971 toen het verenigingsgebouw werd losgemaakt van de parochie. zes jaar later in 1977, verkocht het kerkbestuur het gehele gebouw aan Stichting Gemeenschapscentrum de Kerckhaen. Tussen 1986 en 2002 functioneerde de voormalige schuilkerk als dorpscafé annex zaalverhuur. Tussen 2002 en 2006 was er geen uitbater, er was slechts een deel als bedrijfswoning in gebruik. In 2005 werd door Stichting Beheer Kerckhaen een inzamelingsactie ingezet tot behoud van gebouw en café. Op 1 januari 2006 opende het café met brasserie weer zijn deuren. Het wordt tegenwoordig ook gebruikt als een ruimte waar mensen kunnen stemmen voor de verkiezingen.